# الدورة 47 لمهرجان قرطاج الدولي
انطلقت فعاليات الدورة 47 لمهرجان قرطاج الدولي يوم 5 جويلية 2011و وزعة العروضه على ستة فضاءات ثقافية بالعاصمة التونسية تونس والضاحية الشمالية وذلك لعدم جاهزيت المسرح الأثري بقرطاج. 

## برنامج الدورة 47 لمهرجان قرطاج الدولي[1]
- 5 جويلية 
  - المسرح البلدي بالعاصمة عرض الاركستر السمفوني بقيادة حافظ مقني
  - متحف قرطاج مع «اغاني الحياة» لرضا الشمك
  - عرض بحصن حلق الوادي بالكراكة بعنوان«تحية من شباب الثورة»
- 6 جويلية مع الفنانة اميمة الخليل بالمسرح البلدي والفنان شريف علوي بالنجمة الزهراء
- 7 جويلية عرض «نسيم» للفنان نوفل المانع بقصر العبدلية والفنانة امال مثلوثي بمتحف قرطاج
- 8 جويلية الفنان فوزي بن قمرة بالنجمة الزهراء
- 9 جويلية بقصر العبدلية الفنان نورالدين الباجي في عرض مشترك مع الفنانة علياء بلعيد وسهرة جاز فلامنكو فران مولينا بمتحف قرطاج
- 10 جويلية الفنان كريم شعيب في عرض مشترك مع الفنانة رحاب الصغير بالنجمة الزهراء والفنانان بعزيز وبنديرمان في عرض مشترك بمتحف قرطاج
- 11 جويلية عرض الفنانة آيو /نيجيريا/ ألمانيا بمتحف قرطاج
- 12 جويلية بالي فهد العبد الله بالمسرح البلدي وعرض الفنان منير الطرودي بمتحف قرطاج وعرض فرقة اجراس بقيادة عادل بوعلاق
- 13 جويلية عرض الفنان حسن الدهماني بالنجمة الزهراء والفنان محمد علي بن جمعة بحصن حلق الوادي بالكراكة
- 14 جويلية عرض «عطر الأندلس» للصحبي بن مصطفى ومحمد عبد القادر بالحاج قاسم بالعبدلية وسهرة أفريقية مع الشيخ تيديان ساك *وفو فينك من السينغال بمتحف قرطاج
- 15 جويلية عرض الفنانة لطيفة رأفت من المغرب بالمسرح البلدي والشاب الجيلاني من ليبيا بالنجمة الزهراء وعرض «القيتارة تغني» لعادل بندقة بحصن حلق الوادي بالكراكة
- 16 جويلية عرض الفنانة الفة بن رمضان بالعبدلية والفنان محمد الجبالي بمتحف قرطاج
- 17 جويلية سهرة مغاربية مع عبدو درياسة ومهدي امين ونادية خالص بالمسرح البلدي والفنانة شهرزاد هلال بالنجمة الزهراء
- 18 جويلية راحة بكل الفضاءات
- 19 جويلية عرض «ينا» للفنان زهير قوجة بالعبدلية والفنانة سعاد ماسي بمتحف قرطاج
- 20 جويلية بالي صربيا بالمسرح البلدي والفنان خالد بن يحيى بالنجمة الزهراء
- 21 جويلية الاخوان الغربي بالعبدلية وعرض شبابي «لو جو» من فرنسا بمتحف قرطاج و«ليالي دار الجنة» لنبيل خمير بحصن حلق الوادي بالكراكة
- 22 جويلية الاركستر السمفوني من صقلية بالمسرح البلدي وعرض لفرقة موسيقية جزائرية بالنجمة الزهراء
- 23 جويلية عرض الاخوان المرايحي بالعبدلية ومجموعة البحث الموسيقي بقابس وفرقة اولاد المناجم واولاد بومخلوف بمتحف قرطاج والفنان احمد الماجري بحصن حلق الوادي
- 24 جويلية عروض شبابية بالمسرح البلدي والعبدلية والنجمة الزهراء ومتحف قرطاج وحصن حلق الوادي بالكراكة
- 25 جويلية عرض لفرقة عيون الكلام للثنائي أمال الحمروني وخميس البحري بحصن حلق الوادي الكراكة
- 26 جويلية مجموعة لطفي صورة وسميح المحجوبي بالعبدلية والفنان غريك أدامس بمتحف قرطاج
- 27 جويلية عرض «غنيت» لنوفل بن عيسى بالمسرح البلدي وعرض فرقة اسكندرلا من مصر
- 28 جويلية البالي الروسي بمتحف قرطاج
- 29 جويلية البالي الإسباني للفلاميكو بالمسرح البلدي وعرض ثلاثي الجاز من إيطاليا بالنجمة الزهراء
- 30 جويلية عرض شبابي «سلام» بالعبدلية وعرض موسيقي من كوبا بالنجمة الزهراء وعرض «ثورات عربية» لهشام بدراني بمتحف قرطاج
- 31 جويلية سهرة العود «اوتار واعلام» بمتحف قرطاج
- 1 أوت راحة بكل الفضاءات
- 2 اوت عرض جاز لمحمد علي كمون بالنجمة الزهراء وروائع الطرب الحلبي مع المولية بمتحف قرطاج
- 3 أوت عرض / طبق الورد/ للجليدي عويني بالعبدلية والفنان شادي القرفي بالنجمة الزهراء وعرض/ أنغام في البال/ بمتحف قرطاج
- 4 اوت فرقة جذور الفلسطينية بالنجمة الزهراء
- 5 اوت عرض «ارتجال» لمقداد السهيلي بالعبدلية وعرض بلوز لبريستون شانون من الولايات المتحدة الأمريكية بالنجمة الزهراء

## العروض المسرحية
- 8 جويلية «صنع بتونس» للطفي العبدلي بالمسرح البلدي
- 11 جويلية «سفر» لارتيس للإنتاج نص صباح بوزويتة بحصن حلق الوادي بالكراكة
- 12 جويلية «رسالة إلى امي» إخراج صالح الفالح بالعبدلية
- 19 جويلية «جايا من غادي» إخراج نورالدين الورغي بحصن حلق الوادي بالكراكة
- 25 جويلية «يبقى حديث» إخراج صالح حمودة بالمسرح البلدي
- 28 جويلية «فرصة لا تعاد» لسعاد بن سليمان بالعبدلية
- 31 جويلية «يحيى يعيش» للفاضل الجعايبي بالمسرح البلدي
- 2 اوت «آخر بني سراج» لحسن الموءذن بالعبدلية
- 4 اوت «حارق يتمنى» لروءوف بن يغلان بالعبدلية اما مهرجان الحمامات الدولي فتكون عروضه على النحو: التالي
- 6 جويلية -عرض مسرحية «تحت برج الديناصور» لشركة -لوالسحرية -إخراج عبد الوهاب الجملي (فضاء مسرح الهواء الطلق)
- 7 جويلية اميمة خليل (فضاء مسرح الهواء الطلق)
- 8 جويلية عرض مجموعة البرابرة (فضاء دار سيباستيان)
- 9 جويلية صلاح مصباح (فضاء مسرح الهواء الطلق) 10 جويلية الفنانة امال المثلوثي (فضاء مسرح الهواء الطلق)
- 11 جويلية عرض الفنانة منيرة حمدي (فضاء مسرح الهواء الطلق)
- 12 جويلية مسرحية «سارس» لشركة نواقس بالقيروان إخراج الجيلاني الماجري (فضاء مسرح الهواء الطلق) 13 جويلية 2011 هشام حمريت (فضاء دار سيباستيان)
- 14 جويلية بالي فهد العبد الله (فضاء مسرح الهواء الطلق)
- 15 جويلية «لزوميات» لاسامة فرحات (فضاء مسرح الهواء الطلق)
- 16 جويلية عرض الفنانة لطيفة رافت (فضاء مسرح الهواء الطلق)
- 17 جويلية عرض الفنان صابر الرباعي (فضاء مسرح الهواء الطلق)
- 18 جويلية مسرحية «بكل روح رياضية» لجمعية المسرح الجريدي بتوزر (فضاء دار سيباستيان)
- 19 جويلية مسرحية «اخر ساعة» (فضاء مسرح الهواء الطلق)
- 20 جويلية عرض الفانة نوال غشام
- 21 جويلية عرض الرقص لنوال اسكندراني (فضاء مسرح الهواء الطلق) الجمعة 22 جويلية - عرض مشموم الفل /إدارة الفنان زياد غرسة (فضاء مسرح الهواء الطلق)
- 23 جويلية فرقة الراب من السنيغال (فضاء مسرح الهواء الطلق)
- 24 جويلية عرض الفنان شكري بوزيان(فضاء مسرح الهواء الطلق)
- 25 جويلية مسرحية «نجمة وهلال» لمركز الفنون الدارمية بالكاف (فضاء دار سيباستيان)
- 26 جويلية عرض مسرحية «يحي يعيش» لفاميليا للإنتاج لفاضل الجعايبي (فضاء مسرح الهواء الطلق)
- 27 جويلية عرض غريك ادامس (فضاء مسرح الهواء الطلق)
- 28 جويلية سهرة الاغنية البديلة /الزين الصافي -لزهر الضاوي - الحمائم البيض (فضاء مسرح الهواء الطلق) 29 جويلية مسرحية «يمنع هنا» لشركة فينوس/إخراج حاتم حشيشة (فضاء مسرح الهواء الطلق)
- 30 جويلية الهادي حبوبة (فضاء مسرح الهواء الطلق) 31 جويلية رفيق الغربي «دفتر خانات»(فضاء مسرح الهواء الطلق)
- 01 اوت عرض مجموعة لبني نعمان (فضاء دار سيباستيان)
- 02 اوت - مسرحية «خويا ليبر» لشركة انس لفنون الركح/إخراج منير العرقي (فضاء مسرح الهواء الطلق)
- 03 اوت - فرقة جذور الفلسطينية وسميح القاسم (فضاء مسرح الهواء الطلق)
- 04 اوت روائع الطرب الحلبي مع المولوية (فضاء مسرح الهواء الطلق)
- 05 اوت مسرحية «ديزير» لشركة كتارسيس (فضاء مسرح الهواء الطلق)
- 06 اوت عرض الفنانة ليلي حجيج (فضاء مسرح الهواء الطلق)
- 07 اوت عرض من الولايات المتحدة الأمريكية لبريستون شانون (فضاء مسرح الهواء الطلق)
- 08 اوت عرض الفنان لطفي بوشناق (فضاء مسرح الهواء الطلق)
- 09 اوت مسرحية «الشارع» لايوب الجوادي (فضاء مسرح الهواء الطلق)
- 10 اوت مسرحية «الشاطر شاطر» لشركة بو هدمة بالمزونة (فضاء مسرح الهواء الطلق)
- 11 اوت الاختتام مع عرض «ارض الزيتونة» لمراد الصقلي (فضاء مسرح الهواء الطلق)